# Lucien Graff
Lucien Graff (ur. 28 listopada 1918) – szwajcarski lekkoatleta, specjalista skoku w dal, medalista mistrzostw Europy z 1946.
Zdobył srebrny medal na mistrzostwach Europy w 1946 w Oslo, przegrywając jedynie z reprezentantem Szwecji Olle Laesskerem, a wyprzedzając Miroslava Řihoška z Czechosłowacji. Uzyskał wówczas wynik 7,40 m, najlepszy w swojej karierze.